# Zvolenská župa (1918–1922)
Zvolenská župa (slovensky Zvolenská župa) byla jedna ze žup, jednotek územní správy na Slovensku v rámci prvorepublikového Československa. Byla vytvořena při vzniku Československa z uherské Zvolenské župy. Existovala v letech 1918–1922, měla rozlohu 2 634 km² a jejím správním centrem byla Banská Bystrica.

## Historický vývoj
Po vyhlášení Martinské deklarace dne 30. října 1918, kterou se Slovensko vydělilo z Uherska a přičlenilo k nově vzniklému Československu, zůstalo slovenské území dočasně rozdělené na administrativní celky vytvořené Uherskem. Jedním z těchto celků byla Zvolenská župa, která vznikla z původní uherské Zvolenské župy. V čele župy stál vládou jmenovaný župan, který disponoval všemi pravomocemi, zatímco samosprávná funkce župy byla potlačena.
Sídlo župy se nacházelo v Banské Bystrici.
Zvolenská župa existovala do 31. prosince 1922. K 1. lednu 1923 bylo na Slovensku vytvořeno nové župní zřízení, které bylo původně plánované pro celé Československo, nicméně realizováno bylo pouze právě na Slovensku.

## Geografie
Zvolenská župa se nacházela na středním Slovensku, v okolí řeky Hron. Na severu hraničila s Liptovskou župou, na východě s Gemersko-malohontskou župou, na jihovýchodě s Novohradskou župou, na jihu s Hontskou župou, na západě s Tekovskou župou a na severozápadě s Turčanskou župou.

## Administrativní členění
V roce 1919 se Zvolenská župa členila na čtyři slúžňovské okresy (Banská Bystrica, Brezno, Veľká Slatina a Zvolen) a tři města se zřízeným magistrátem (Zvolen, Banská Bystrica a Brezno), která byla na úrovni okresů.